# Song Huiyao Jigao
 (février 2025).
Si vous disposez d'ouvrages ou d'articles de référence ou si vous connaissez des sites web de qualité traitant du thème abordé ici, merci de compléter l'article en donnant les références utiles à sa vérifiabilité et en les liant à la section « Notes et références ».
Le Song Huiyao Jigao (宋會要輯稿) est un document historique couvrant la majeure partie de l'histoire de la Dynastie Song (960-1279), sur la période 960-1220. Cet ouvrage n'a jamais été terminé. Il ne fut publié, en l'état, qu'en 1809.
Le titre de l'ouvrage atteste de cet état de fait. Initialement nommé Song Huiyao (litt. « Documents importants de la dynastie Song »), il fut rebaptisé ensuite sous son nom actuel de Song Huiyao Jigao (litt. « Ébauche de compilation de documents importants de la dynastie Song »).